# Dominatrix

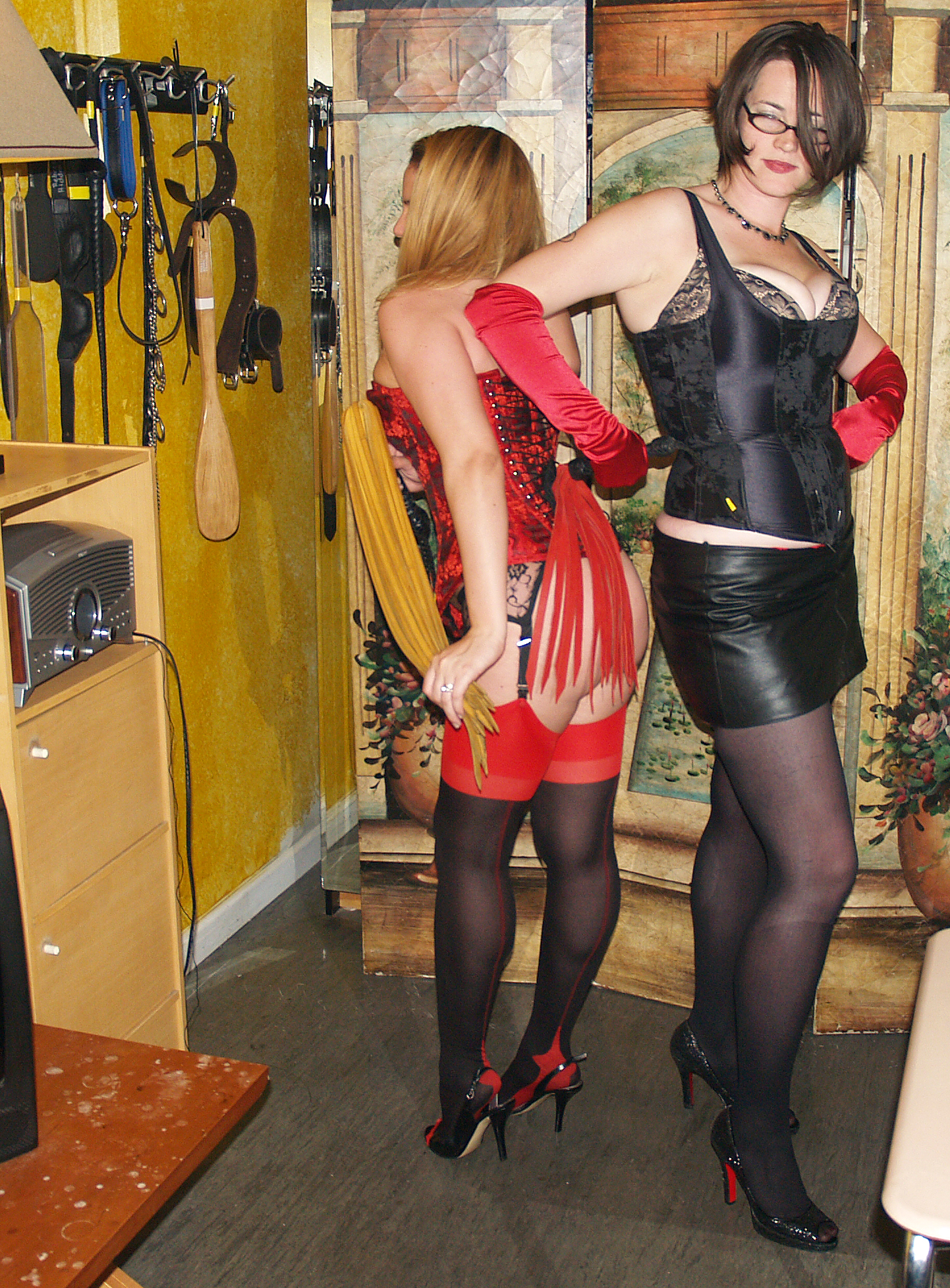
Dominatrix professionals en una masmorra BDSM

Una dominatrix (del llatí dominatrix, 'sobirana' o 'senyora'; plural dominatrices) o dominatriu (derivació en català de dominatrix) és una dona que adopta el paper dominant en pràctiques sexuals de bondage, disciplina, dominació i submissió o sadomasoquisme, que solen abreujar-se com BDSM. La seva contrapartida masculina és el mestre. Els submisos solen dirigir-se a la dominatrix amb expressions com ara «senyora», «madame» o «maîtresse». Cal advertir que una dominatrix no té necessàriament que dominar un company masculí, pot tenir també dones submises. De vegades s'empra el terme Domme, una variació pseudofrancesa de l'argot dg (abreviatura de «dominant»).

## Dominatrix professional i vocacional

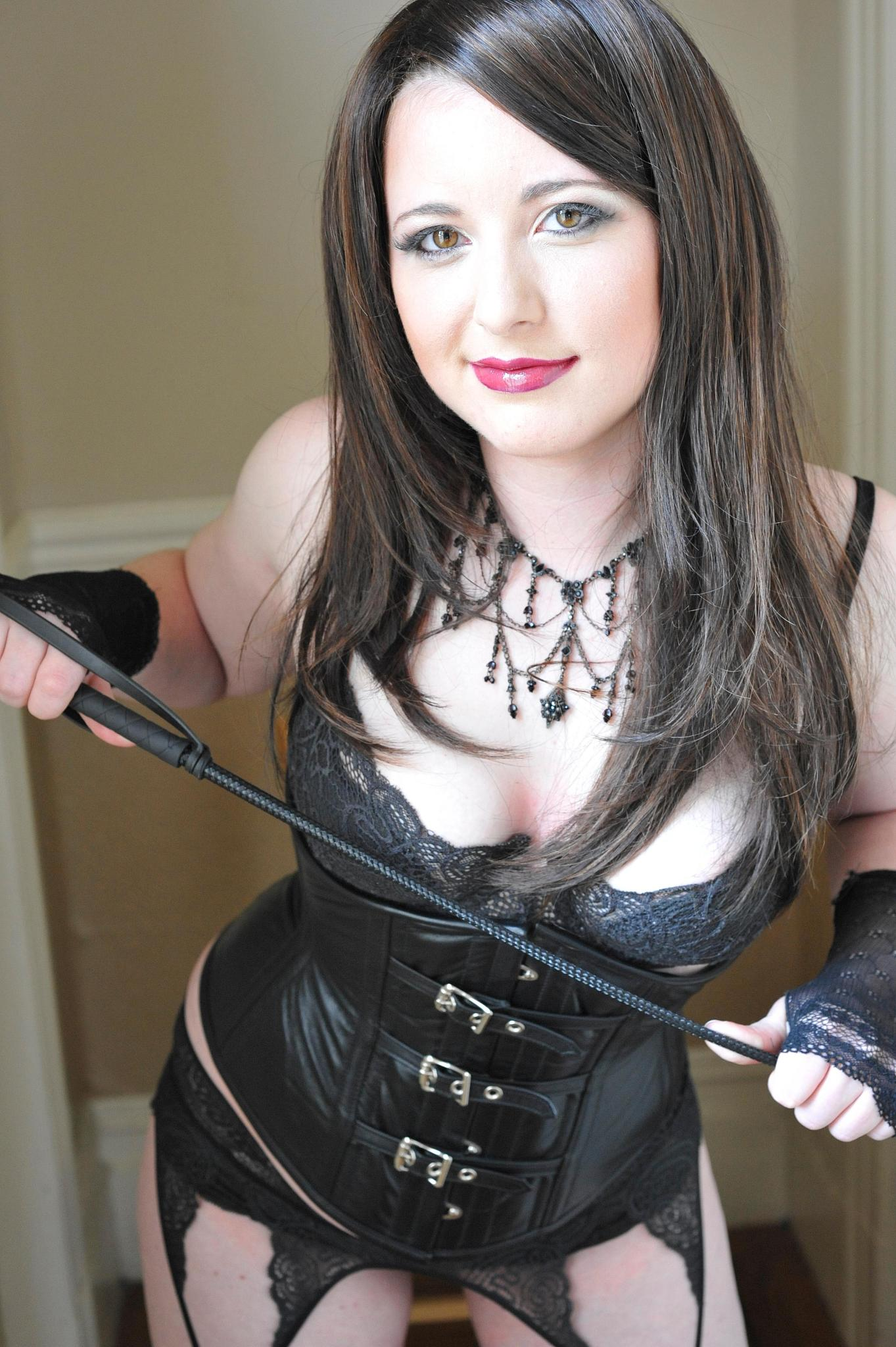
Dominatrix preparada

El terme «dominatrix» s'usa sovint per descriure una dona dominant professional (o pro-Domme) que cobra per participar en jocs eròtics amb clients submisos. En realitat la majoria de les dominatrices no són professionals, sinó dominants vocacionals. Les dominatrices professionals no solen involucrar-se en cap tipus de contacte sexual amb els seus clients, una cosa que podria considerar-se prostitució en certs llocs.
La imatge estereotípica de la dominatrix és la d'una dona portant un catsuit de goma o cuir i botes altes amb talons alts o, en una variant més elegant i provocativa, llenceria negra, mitges i talons alts, o bé alguna combinació d'ambdues. Moltes dominatrices professionals porten abillament d'aquest tipus en el seu treball per complir amb les expectatives dels clients.
Aquesta imatge estereotípica de la dominatrix com "venus de cuir" té el seu origen entre els anys 20 i 30 de segle XX com a resultat d'una confluència de factors, com ara la demanda d'una parafernàlia específica i altament fetitxista des de l'àmbit professional, l'existència d'una indústria capaç de satisfer aquesta demanda i la difusió d'aquesta iconografia mitjançant revistes i llibres il·lustrats de temàtica sadomasoquista, especialment sobre flagel·lació eròtica, que per aquells anys van tenir un gran auge.